# Seznam týmů a jezdců na Tour de France 2008
Na startovní listině Tour de France 2008  bylo celkem 180 cyklistů z 20 cyklistických stájí. 95. ročníku Tour de France se účastníl jeden český cyklista – Roman Kreuziger (12. místo), startující za italskou stáj  Liquigas.  
| Silence-Lotto SIL | Silence-Lotto SIL  | Silence-Lotto SIL | Silence-Lotto SIL | Silence-Lotto SIL |
| ----------------- | ------------------ | ----------------- | ----------------- | ----------------- |
| Číslo             | Jezdec             | Věk               | Stát              | Pozice            |
| 1                 | Cadel Evans        | 31                | Austrálie         | 2                 |
| 2                 | Mario Aerts        | 33                | Belgie            | 31                |
| 3                 | Christophe Brandt  | 31                | Belgie            | DNF               |
| 4                 | Dario Cioni        | 33                | Itálie            | 83                |
| 5                 | Leif Hoste         | 30                | Belgie            | 124               |
| 6                 | Robbie McEwen      | 36                | Austrálie         | 122               |
| 7                 | Yaroslav Popovych  | 28                | Ukrajina          | 24                |
| 8                 | Johan Van Summeren | 27                | Belgie            | 87                |
| 9                 | Wim Vansevenant    | 36                | Belgie            | 145               |

| Team CSC Saxo Bank CSC | Team CSC Saxo Bank CSC | Team CSC Saxo Bank CSC | Team CSC Saxo Bank CSC | Team CSC Saxo Bank CSC |
| ---------------------- | ---------------------- | ---------------------- | ---------------------- | ---------------------- |
| Číslo                  | Jezdec                 | Věk                    | Stát                   | Pozice                 |
| 11                     | Carlos Sastre          | 33                     | Španělsko              | 1                      |
| 12                     | Kurt Asle Arvesen      | 33                     | Norsko                 | 57                     |
| 13                     | Fabian Cancellara      | 27                     | Švýcarsko              | 65                     |
| 14                     | Volodymyr Gustov       | 31                     | Ukrajina               | 46                     |
| 15                     | Stuart O'Grady         | 34                     | Austrálie              | 109                    |
| 16                     | Andy Schleck           | 23†                    | Lucembursko            | 12                     |
| 17                     | Fränk Schleck          | 28                     | Lucembursko            | 6                      |
| 18                     | Nicki Sørensen         | 33                     | Dánsko                 | 118                    |
| 19                     | Jens Voigt             | 36                     | Německo                | 37                     |

| Euskaltel–Euskadi EUS | Euskaltel–Euskadi EUS | Euskaltel–Euskadi EUS | Euskaltel–Euskadi EUS | Euskaltel–Euskadi EUS |
| --------------------- | --------------------- | --------------------- | --------------------- | --------------------- |
| Číslo                 | Jezdec                | Věk                   | Stát                  | Pozice                |
| 21                    | Haimar Zubeldia       | 31                    | Španělsko             | 45                    |
| 22                    | Mikel Astarloza       | 28                    | Španělsko             | 16                    |
| 23                    | Iñaki Isasi Flores    | 31                    | Španělsko             | 104                   |
| 24                    | Egoi Martínez         | 30                    | Španělsko             | 50                    |
| 25                    | Juan José Oroz        | 27                    | Španělsko             | 103                   |
| 26                    | Rubén Pérez           | 26                    | Španělsko             | 91                    |
| 27                    | Samuel Sánchez        | 30                    | Španělsko             | 7                     |
| 28                    | Amets Txurruka        | 25                    | Španělsko             | 52                    |
| 29                    | Gorka Verdugo         | 29                    | Španělsko             | 73                    |

| Caisse d'Epargne GCE | Caisse d'Epargne GCE | Caisse d'Epargne GCE | Caisse d'Epargne GCE | Caisse d'Epargne GCE |
| -------------------- | -------------------- | -------------------- | -------------------- | -------------------- |
| Číslo                | Jezdec               | Věk                  | Stát                 | Pozice               |
| 31                   | Alejandro Valverde   | 28                   | Španělsko            | 9                    |
| 32                   | David Arroyo         | 28                   | Španělsko            | 30                   |
| 33                   | Arnaud Coyot         | 27                   | Francie              | 115                  |
| 34                   | José Vicente García  | 35                   | Španělsko            | 141                  |
| 35                   | Iván Gutiérrez       | 29                   | Španělsko            | 56                   |
| 36                   | David López          | 27                   | Španělsko            | 51                   |
| 37                   | Óscar Pereiro        | 30                   | Španělsko            | DNF                  |
| 38                   | Nicolas Portal       | 29                   | Francie              | 66                   |
| 39                   | Luis León Sánchez    | 24†                  | Španělsko            | 62                   |

| Team Columbia THR | Team Columbia THR   | Team Columbia THR | Team Columbia THR  | Team Columbia THR |
| ----------------- | ------------------- | ----------------- | ------------------ | ----------------- |
| Číslo             | Jezdec              | Věk               | Stát               | Pozice            |
| 41                | Kim Kirchen         | 30                | Lucembursko        | 8                 |
| 42                | Marcus Burghardt    | 25                | Německo            | 120               |
| 43                | Mark Cavendish      | 23                | Spojené království | DNS               |
| 44                | Gerald Ciolek       | 21                | Německo            | 106               |
| 45                | Bernhard Eisel      | 27                | Rakousko           | 144               |
| 46                | Adam Hansen         | 27                | Austrálie          | 108               |
| 47                | George Hincapie     | 35                | USA                | 35                |
| 48                | Thomas Lövkvist     | 24                | Švédsko            | 41                |
| 49                | Kanstantsin Sivtsov | 25                | Bělorusko          | 17                |

| Barloworld BAR | Barloworld BAR        | Barloworld BAR | Barloworld BAR     | Barloworld BAR |
| -------------- | --------------------- | -------------- | ------------------ | -------------- |
| Číslo          | Jezdec                | Věk            | Stát               | Pozice         |
| 51             | Mauricio Soler        | 25             | Kolumbie           | DNF            |
| 52             | John-Lee Augustyn     | 21             | Jižní Afrika       | 48             |
| 53             | Félix Rafael Cárdenas | 34             | Kolumbie           | DNF            |
| 54             | Giampaolo Cheula      | 35             | Itálie             | 88             |
| 55             | Baden Cooke           | 29             | Austrálie          | DNF            |
| 56             | Moisés Dueñas         | 27             | Španělsko          | DNS            |
| 57             | Chris Froome          | 23             | Spojené království | 84             |
| 58             | Robert Hunter         | 31             | Jižní Afrika       | 107            |
| 59             | Paolo Longo Borghini  | 27             | Itálie             | DNF            |

| Liquigas LIQ | Liquigas LIQ         | Liquigas LIQ | Liquigas LIQ | Liquigas LIQ |
| ------------ | -------------------- | ------------ | ------------ | ------------ |
| Číslo        | Jezdec               | Věk          | Stát         | Pozice       |
| 61           | Filippo Pozzato      | 26           | Itálie       | 67           |
| 62           | Manuel Beltrán       | 37           | Španělsko    | DNS          |
| 63           | Francesco Chicchi    | 27           | Itálie       | Elim         |
| 64           | Murilo Fischer       | 29           | Brazílie     | 76           |
| 65           | Roman Kreuziger      | 22           | Česko        | 13           |
| 66           | Aliaksandr Kuchynski | 28           | Bělorusko    | 128          |
| 67           | Vincenzo Nibali      | 23           | Itálie       | 20           |
| 68           | Manuel Quinziato     | 28           | Itálie       | 130          |
| 69           | Frederik Willems     | 28           | Belgie       | 113          |

| Lampre LAM | Lampre LAM        | Lampre LAM | Lampre LAM | Lampre LAM |
| ---------- | ----------------- | ---------- | ---------- | ---------- |
| Číslo      | Jezdec            | Věk        | Stát       | Pozice     |
| 71         | Damiano Cunego    | 26         | Itálie     | DNS        |
| 72         | Alessandro Ballan | 28         | Itálie     | 94         |
| 73         | Matteo Bono       | 24         | Itálie     | 117        |
| 74         | Marzio Bruseghin  | 34         | Itálie     | 27         |
| 75         | Marco Marzano     | 28         | Itálie     | 92         |
| 76         | Massimiliano Mori | 34         | Itálie     | 140        |
| 77         | Daniele Righi     | 32         | Itálie     | 127        |
| 78         | Sylvester Szmyd   | 30         | Polsko     | 26         |
| 79         | Paolo Tiralongo   | 30         | Itálie     | 49         |

| Crédit Agricole C.A | Crédit Agricole C.A | Crédit Agricole C.A | Crédit Agricole C.A | Crédit Agricole C.A |
| ------------------- | ------------------- | ------------------- | ------------------- | ------------------- |
| Číslo               | Jezdec              | Věk                 | Stát                | Pozice              |
| 81                  | Thor Hushovd        | 30                  | Norsko              | 99                  |
| 82                  | William Bonnet      | 26                  | Francie             | 102                 |
| 83                  | Alexandr Bočarov    | 33                  | Rusko               | 18                  |
| 84                  | Jimmy Engoulvent    | 28                  | Francie             | 138                 |
| 85                  | Dmitrij Fofonov     | 31                  | Kazachstán          | DNF                 |
| 86                  | Simon Gerrans       | 28                  | Austrálie           | 79                  |
| 87                  | Christophe Le Mével | 27                  | Francie             | 40                  |
| 88                  | Remi Pauriol        | 26                  | Francie             | 80                  |
| 89                  | Mark Renshaw        | 25                  | Austrálie           | DNF                 |

| Quick Step QST | Quick Step QST      | Quick Step QST | Quick Step QST | Quick Step QST |
| -------------- | ------------------- | -------------- | -------------- | -------------- |
| Číslo          | Jezdec              | Věk            | Stát           | Pozice         |
| 91             | Stijn Devolder      | 28             | Belgie         | DNF            |
| 92             | Carlos Barredo      | 27             | Španělsko      | 89             |
| 93             | Matteo Carrara      | 29             | Itálie         | 36             |
| 94             | Steven de Jongh     | 34             | Nizozemsko     | 125            |
| 95             | Mauro Facci         | 26             | Itálie         | DNF            |
| 96             | Sebastien Rosseler  | 26             | Belgie         | 98             |
| 97             | Gert Steegmans      | 27             | Belgie         | 111            |
| 98             | Matteo Tosatto      | 34             | Itálie         | 96             |
| 99             | Jurgen Van de Walle | 31             | Belgie         | 78             |

| Ag2r-La Mondiale A2R | Ag2r-La Mondiale A2R | Ag2r-La Mondiale A2R | Ag2r-La Mondiale A2R | Ag2r-La Mondiale A2R |
| -------------------- | -------------------- | -------------------- | -------------------- | -------------------- |
| Číslo                | Jezdec               | Věk                  | Stát                 | Pozice               |
| 101                  | Cyril Dessel         | 33                   | Francie              | 28                   |
| 102                  | José Luis Arrieta    | 37                   | Španělsko            | 72                   |
| 103                  | Hubert Dupont        | 27                   | Francie              | 55                   |
| 104                  | Vladimir Jefimkin    | 26                   | Rusko                | 11                   |
| 105                  | Martin Elmiger       | 29                   | Švýcarsko            | 71                   |
| 106                  | John Gadret          | 29                   | Francie              | DNF                  |
| 107                  | Stéphane Goubert     | 38                   | Francie              | 21                   |
| 108                  | Christophe Riblon    | 27                   | Francie              | 137                  |
| 109                  | Tadej Valjavec       | 31                   | Slovinsko            | 10                   |

| Gerolsteiner GST | Gerolsteiner GST  | Gerolsteiner GST | Gerolsteiner GST | Gerolsteiner GST |
| ---------------- | ----------------- | ---------------- | ---------------- | ---------------- |
| Číslo            | Jezdec            | Věk              | Stát             | Pozice           |
| 111              | Stefan Schumacher | 26               | Německo          | 25               |
| 112              | Robert Förster    | 30               | Německo          | 116              |
| 113              | Markus Fothen     | 26               | Německo          | 33               |
| 114              | Heinrich Haussler | 24               | Německo          | 126              |
| 115              | Bernhard Kohl     | 26               | Rakousko         | 3                |
| 116              | Sven Krauss       | 25               | Německo          | 143              |
| 117              | Sebastian Lang    | 28               | Německo          | 75               |
| 118              | Ronny Scholz      | 30               | Německo          | 93               |
| 119              | Fabian Wegmann    | 28               | Německo          | Elim             |

| Agritubel AGR | Agritubel AGR     | Agritubel AGR | Agritubel AGR | Agritubel AGR |
| ------------- | ----------------- | ------------- | ------------- | ------------- |
| Číslo         | Jezdec            | Věk           | Stát          | Pozice        |
| 121           | Christophe Moreau | 37            | Francie       | DNF           |
| 122           | Freddy Bichot     | 28            | Francie       | 135           |
| 123           | Jimmy Casper      | 30            | Francie       | Elim          |
| 124           | Romain Feillu     | 24            | Francie       | Elim          |
| 125           | Eduardo Gonzalo   | 24            | Španělsko     | 39            |
| 126           | Nicolas Jalabert  | 35            | Francie       | DNF           |
| 127           | David Le Lay      | 28            | Francie       | 81            |
| 128           | Geoffroy Lequatre | 27            | Francie       | 85            |
| 129           | Nicolas Vogondy   | 30            | Francie       | 64            |

| Rabobank RAB | Rabobank RAB        | Rabobank RAB | Rabobank RAB | Rabobank RAB |
| ------------ | ------------------- | ------------ | ------------ | ------------ |
| Číslo        | Jezdec              | Věk          | Stát         | Pozice       |
| 131          | Děnis Meňšov        | 30           | Rusko        | 4            |
| 132          | Juan Antonio Flecha | 30           | Španělsko    | Elim         |
| 133          | Óscar Freire        | 32           | Španělsko    | 70           |
| 134          | Sebastian Langeveld | 23           | Nizozemsko   | 131          |
| 135          | Koos Moerenhout     | 34           | Nizozemsko   | 34           |
| 136          | Joost Posthuma      | 27           | Nizozemsko   | 69           |
| 137          | Bram Tankink        | 29           | Nizozemsko   | 60           |
| 138          | Laurens ten Dam     | 27           | Nizozemsko   | 22           |
| 139          | Pieter Weening      | 27           | Nizozemsko   | 63           |

| Bouygues Télécom BTL | Bouygues Télécom BTL | Bouygues Télécom BTL | Bouygues Télécom BTL | Bouygues Télécom BTL |
| -------------------- | -------------------- | -------------------- | -------------------- | -------------------- |
| Číslo                | Jezdec               | Věk                  | Stát                 | Pozice               |
| 141                  | Pierrick Fédrigo     | 29                   | Francie              | 32                   |
| 142                  | Stef Clement         | 25                   | Nizozemsko           | 90                   |
| 143                  | Xavier Florencio     | 28                   | Španělsko            | 101                  |
| 144                  | Laurent Lefèvre      | 32                   | Francie              | 86                   |
| 145                  | Jérôme Pineau        | 28                   | Francie              | 38                   |
| 146                  | Matthieu Sprick      | 26                   | Francie              | 142                  |
| 147                  | Jurij Trofimov       | 24                   | Rusko                | DNF                  |
| 148                  | Johann Tschopp       | 26                   | Švýcarsko            | 54                   |
| 149                  | Thomas Voeckler      | 29                   | Francie              | 97                   |

| Team Milram MRM | Team Milram MRM | Team Milram MRM | Team Milram MRM | Team Milram MRM |
| --------------- | --------------- | --------------- | --------------- | --------------- |
| Číslo           | Jezdec          | Věk             | Stát            | Pozice          |
| 151             | Erik Zabel      | 37              | Německo         | 43              |
| 152             | Ralf Grabsch    | 35              | Německo         | 123             |
| 153             | Christian Knees | 27              | Německo         | 29              |
| 154             | Brett Lancaster | 28              | Austrálie       | 129             |
| 155             | Martin Müller   | 34              | Německo         | 105             |
| 156             | Björn Schröder  | 27              | Německo         | 100             |
| 157             | Niki Terpstra   | 24              | Nizozemsko      | 136             |
| 158             | Peter Velits    | 23              | Slovensko       | 58              |
| 159             | Marco Velo      | 34              | Itálie          | 44              |

| Française des Jeux FDJ | Française des Jeux FDJ | Française des Jeux FDJ | Française des Jeux FDJ | Française des Jeux FDJ |
| ---------------------- | ---------------------- | ---------------------- | ---------------------- | ---------------------- |
| Číslo                  | Jezdec                 | Věk                    | Stát                   | Pozice                 |
| 161                    | Sandy Casar            | 29                     | Francie                | 14                     |
| 162                    | Sébastien Chavanel     | 27                     | Francie                | DNF                    |
| 163                    | Rémy Di Gregorio       | 22                     | Francie                | 59                     |
| 164                    | Arnaud Gérard          | 23                     | Francie                | 132                    |
| 165                    | Philippe Gilbert       | 26                     | Belgie                 | 112                    |
| 166                    | Lilian Jégou           | 32                     | Francie                | DNF                    |
| 167                    | Yoann Le Boulanger     | 32                     | Francie                | 74                     |
| 168                    | Jérémy Roy             | 25                     | Francie                | 121                    |
| 169                    | Benoît Vaugrenard      | 26                     | Francie                | 82                     |

| Saunier Duval-Scott SDV | Saunier Duval-Scott SDV | Saunier Duval-Scott SDV | Saunier Duval-Scott SDV | Saunier Duval-Scott SDV |
| ----------------------- | ----------------------- | ----------------------- | ----------------------- | ----------------------- |
| Číslo                   | Jezdec                  | Věk                     | Stát                    | Pozice                  |
| 171                     | Riccardo Riccò          | 24                      | Itálie                  | DNS                     |
| 172                     | Rubens Bertogliati      | 29                      | Švýcarsko               | DNS                     |
| 173                     | Juan José Cobo          | 27                      | Španělsko               | DNS                     |
| 174                     | David de la Fuente      | 27                      | Španělsko               | DNS                     |
| 175                     | Jesus del Nero          | 26                      | Španělsko               | DNS                     |
| 176                     | Ángel Gómez             | 27                      | Španělsko               | DNF                     |
| 177                     | Josep Jufré             | 32                      | Španělsko               | DNS                     |
| 178                     | Aurélien Passeron       | 24                      | Francie                 | DNS                     |
| 179                     | Leonardo Piepoli        | 36                      | Itálie                  | DNS                     |

| Cofidis, Le Crédit par Téléphone COF | Cofidis, Le Crédit par Téléphone COF | Cofidis, Le Crédit par Téléphone COF | Cofidis, Le Crédit par Téléphone COF | Cofidis, Le Crédit par Téléphone COF |
| ------------------------------------ | ------------------------------------ | ------------------------------------ | ------------------------------------ | ------------------------------------ |
| Číslo                                | Jezdec                               | Věk                                  | Stát                                 | Pozice                               |
| 181                                  | Sylvain Chavanel                     | 29                                   | Francie                              | 61                                   |
| 182                                  | Stéphane Augé                        | 33                                   | Francie                              | 139                                  |
| 183                                  | Florent Brard                        | 32                                   | Francie                              | 119                                  |
| 184                                  | Hervé Duclos-Lassalle                | 28                                   | Francie                              | DNF                                  |
| 185                                  | Samuel Dumoulin                      | 27                                   | Francie                              | 114                                  |
| 186                                  | Leonardo Duque                       | 28                                   | Kolumbie                             | 53                                   |
| 187                                  | David Moncoutié                      | 33                                   | Francie                              | 42                                   |
| 188                                  | Amaël Moinard                        | 26                                   | Francie                              | 15                                   |
| 189                                  | Maxime Monfort                       | 25                                   | Belgie                               | 23                                   |

| Garmin-Chipotle presented by H3O TSL | Garmin-Chipotle presented by H3O TSL | Garmin-Chipotle presented by H3O TSL | Garmin-Chipotle presented by H3O TSL | Garmin-Chipotle presented by H3O TSL |
| ------------------------------------ | ------------------------------------ | ------------------------------------ | ------------------------------------ | ------------------------------------ |
| Číslo                                | Jezdec                               | Věk                                  | Stát                                 | Pozice                               |
| 191                                  | Christian Vande Velde                | 32                                   | Spojené státy americké               | 5                                    |
| 192                                  | Magnus Bäckstedt                     | 33                                   | Švédsko                              | Elim                                 |
| 193                                  | Julian Dean                          | 33                                   | Nový Zéland                          | 110                                  |
| 194                                  | Will Frischkorn                      | 27                                   | Spojené státy americké               | 133                                  |
| 195                                  | Ryder Hesjedal                       | 27                                   | Kanada                               | 47                                   |
| 196                                  | Trent Lowe                           | 23                                   | Austrálie                            | 77                                   |
| 197                                  | Martijn Maaskant                     | 24                                   | Nizozemsko                           | 134                                  |
| 198                                  | David Millar                         | 31                                   | Spojené království                   | 68                                   |
| 199                                  | Danny Pate                           | 28                                   | Spojené státy americké               | 95                                   |